# 布勞山
47°35′29″N 11°46′53″E / 47.59139°N 11.78139°E

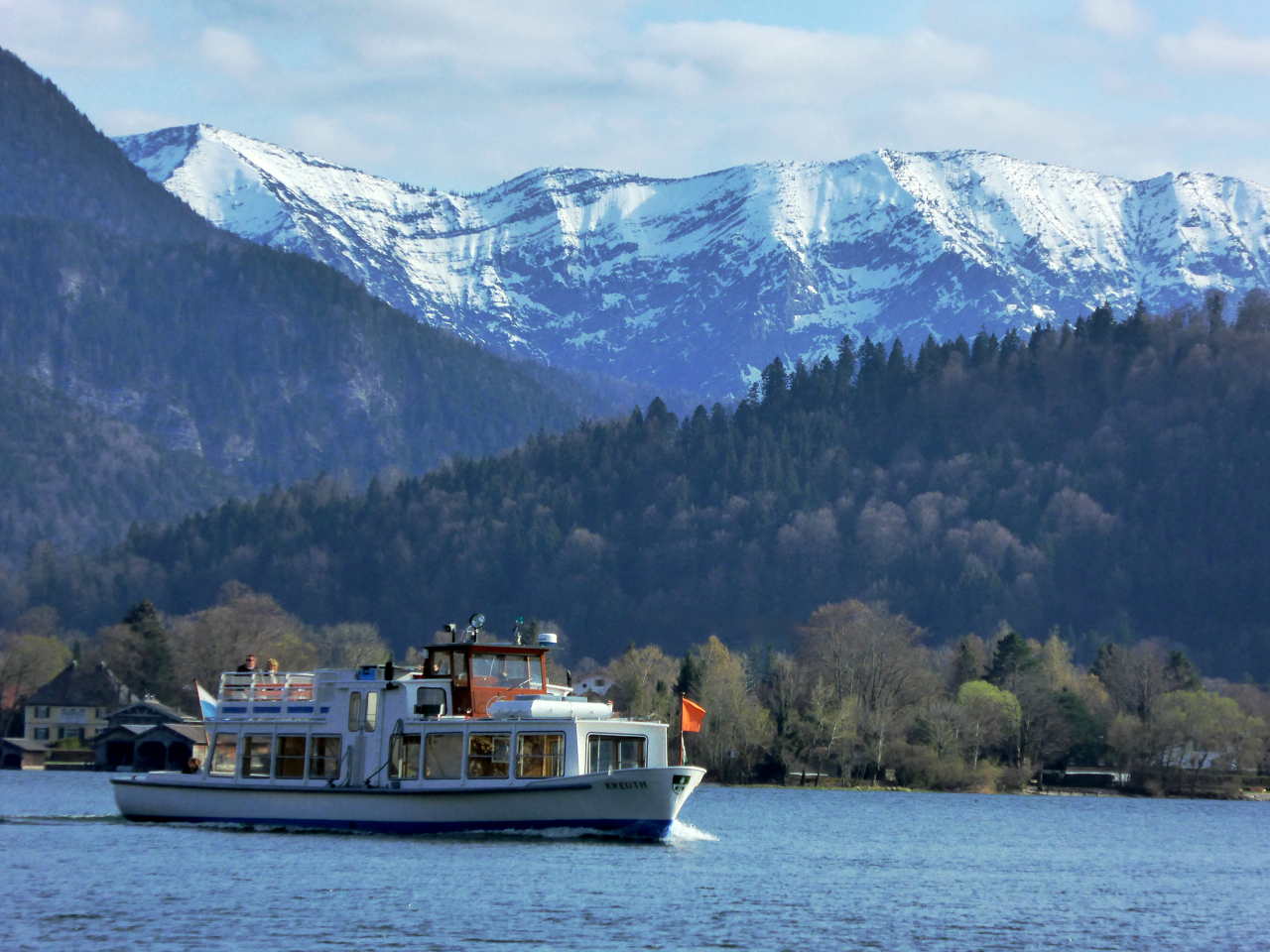

布勞山（德語：Blauberge），是中歐的山峰，位於德國和奧地利接壤的邊境，屬於巴伐利亞前阿爾卑斯山脈的一部分，距離古弗特山4.7公里，海拔高度1,862米。